# Brigitta Aghem
Brigitta Aghem (Moncalieri, 7 luglio 1994) è una calciatrice italiana, difensore del Torino.

## Caratteristiche tecniche
Terzino che può essere impiegato sia a destra che a sinistra. All'occorrenza può anche fare il centrale nella difesa a cinque.

## Carriera
Brigitta cresce nelle giovanili del Torino, giocando fino alla formazione impegnata nel Campionato Primavera con la quale vince il campionato italiano di categoria per due stagioni consecutive, la 2010-2011, dove il Torino supera le pari età del Brescia, e la 2011-2012, dove le giocatrici in maglia granata battono in finale il Firenze.
Durante il calciomercato estivo 2012 Aghem viene ceduta con la formula del prestito all'Alessandria, squadra iscritta al campionato di Serie A2 2012-2013, venendo tuttavia richiamata dalla società durante il mese di dicembre per impiegarla con la prima squadra per il resto della stagione 2012-2013, dove il tecnico Eraldo Nicco la schiera per la prima volta nella trasferta friulana contro il Chiasiellis facendo il suo esordio in Serie A.

## Palmarès

### Competizioni giovanili
- Campionato Primavera: 2

Torino: 2010-2011, 2011-2012